# Anatoli Wassiljewitsch Torkunow

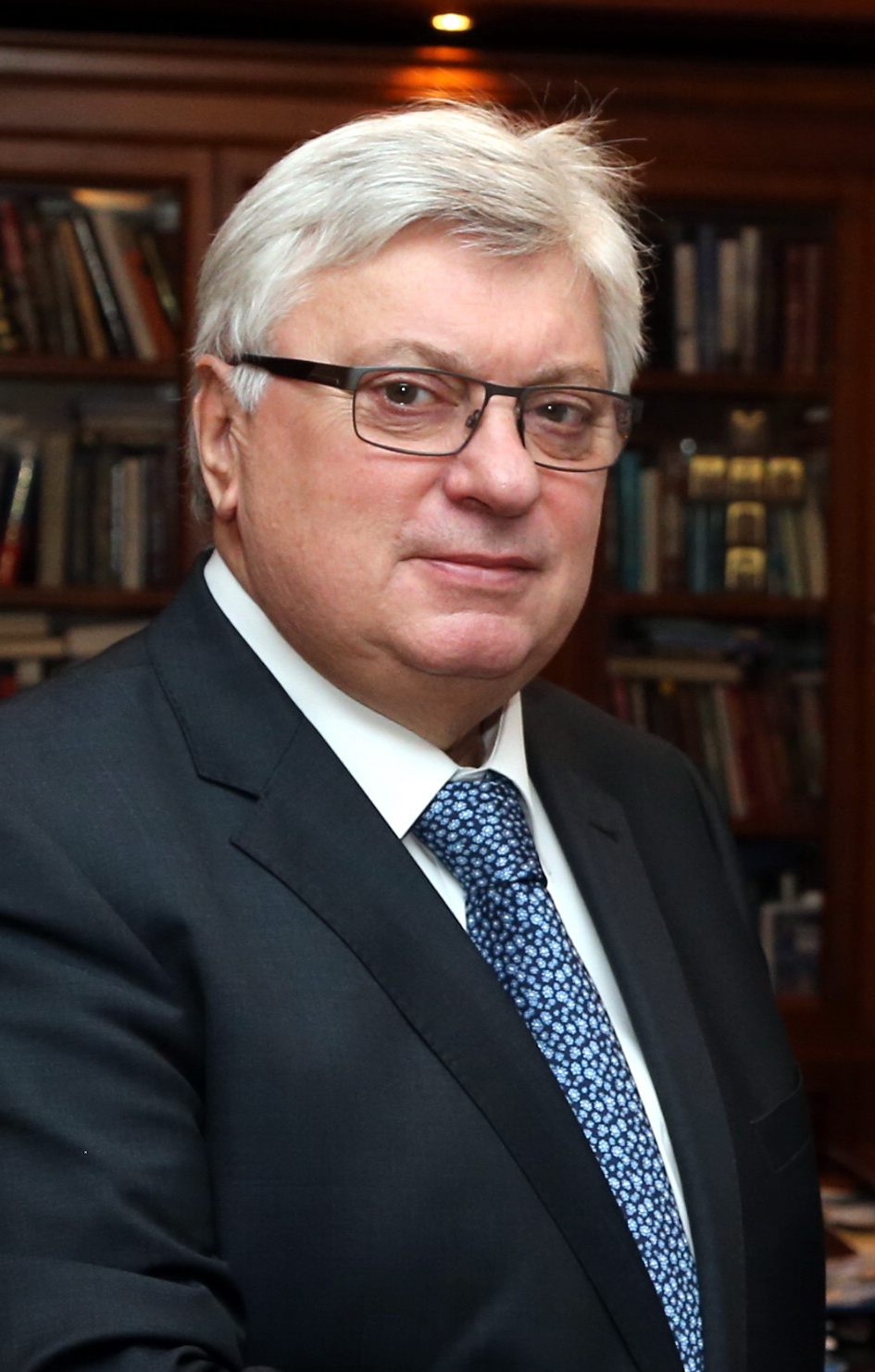
Anatoli Torkunow (2016)

Anatoli Wassiljewitsch Torkunow (russisch Анато́лий Васи́льевич Торкуно́в; * 26. August 1950 in Moskau) ist ein russischer Diplomat, Korea-Spezialist, Historiker und Politologe. Seit 1992 ist er der Rektor des regierungsnahen Staatlichen Moskauer Instituts für Internationale Beziehungen (MGIMO), aus dem viele russische Diplomaten und Beamte hervorgehen. Er ist historischer Berater des Präsidenten Wladimir Putin in dessen Konzept von Russki Mir.

## Lebensweg
Ab 1967 studierte er an der Fakultät für Internationale Beziehungen des MGIMO zusammen mit dem späteren Außenminister Sergei Lawrow. 1971/72 diente er im Diplomatischen Dienst in Nordkorea. Nach dem Diplom am MGIMO 1972 erwarb er den Doktor an der Abteilung für die Geschichte und Kultur der Staaten Asiens und Afrikas. 1974 wurde er neben seiner Forschung zum Vizerektor der Abteilung  ernannt. 1975 beendete er sein Studium und promovierte 1977 in Geschichte mit einer Dissertation über Südkorea (1961–1976). 1979 erhielt er den Titel des Vizeprofessors. Daneben war er von 1977 bis 1983 Konferenzleiter, Dozent in der Abteilung für die Geschichte und Kultur Asiens und Afrikas und Vizerektor für die internationalen Beziehungen.
Von 1983 bis 1986 diente er wieder im Diplomatischen Dienst als Zweiter und Erster Sekretär der Botschaft in Washington, D.C. (USA). Im Mai 1989 wurde er Vizerektor des MGIMO, 1991 erhielt er dort den Titel des Akademieprofessors und wurde 1992 zum ersten Mal zum Rektor für fünf Jahre gewählt. 1993 wurde zum außerordentlichen und bevollmächtigten Botschafter ernannt. 1995 promovierte er zusätzlich in Politikwissenschaft mit einer Dissertation über die Sicherheit der koreanischen Halbinsel. Seit 1997 gehört er zum beratenden Kollegium im Außenministerium der Russischen Föderation.
Seit 1999 ist er Präsident der Russischen Vereinigung für Internationale Studien (RAMI). 2003 wurde er zum Korrespondierenden Mitglied und 2008 zum Mitglied der Russischen Akademie der Wissenschaften in der Abteilung für Sozialwissenschaften. Er ist inzwischen Präsidiumsmitglied der Akademie der Wissenschaften und Ehrenmitglied der Moskauer Russischen Akademie der Künste. Politisch wirkt er als Präsident der Kammer des Oblast Moskau (seit 2017).

## Beziehung zu Präsident Putin
Torkunow ist ein zentraler Berater des russischen Präsidenten Wladimir Putin im Bereich der Geschichte und insbesondere in der Rechtfertigung des Überfalls auf die Ukraine 2022. In der Rede, die Torkunow bei einem Treffen mit Putin hielt, verglich er den Kampf um Cherson mit der Schlacht von Poltawa unter der Führung Peters des Großen (1672–1725) im Juni 1709. Der Zar ließ seine Streitkräfte damals in die heute ukrainische Stadt Poltawa zurückziehen. Von dort aus wurden schwedische Angriffe abgewehrt. Dadurch hatte Peter der Große genug Zeit, neue Soldaten zu mobilisieren. Ähnlich, argumentiert Torkunow, könne es nach dem Rückzug in Cherson ablaufen.
Gemeinsam mit Wladimir Medinski schrieb er in Putins Auftrag ein neues Schulgeschichtsbuch mit schweren Verfälschungen der russischen Geschichte im Sinne Putins. So rechtfertigt das Buch erneut den Deutsch-sowjetischen Nichtangriffspakt 1939. Letztlich geht es um eine historische Diffamierung der Ukraine.
Weiter betreibt er die Pflege der Beziehungen zu Korea, auch zum Süden (Dongguk Universität).

## Schriften
- mit William C. Wohlforth / Boris F. Martynov: History of International Relations and Russian Foreign Policy in the 20th Century (Band II), Cambridge Scholars Publishing, Newcastle upon Tyne, 2021, ISBN 978-1-5275-4379-9.
- mit Gim, Hag jun: Rossijsko-korejskie otnošenija v formate parallelʹnoj istorii, Moskau 2022
- Torkunov A., Noonan N., Shakleina T. (Hg.): Russia and the United States in the Evolving World Order. 2. Aufl., MGIMO 2019 (zuerst 2018)
- Adam Daniel Rotfeld, Anatolij Vasilʹevič Torkunov: Białe plamy – czarne plamy: sprawy trudne w relacjach polsko-rosyjskich 1918–2008. PISM, Warszawa 2010, ISBN 978-83-62453-00-9.
- mit Wladimir Medinski: Geschichte Russlands. 1945 bis Anfang des 21. Jahrhunderts, 2023 (Istorija Rossii, russisches Geschichtsschulbuch)

## Auszeichnungen
Zu seinen Auszeichnungen gehören

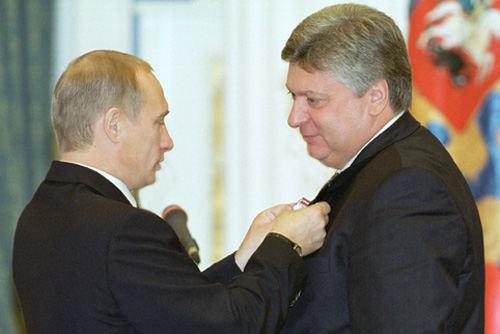
Präsident Putin verleiht im Jahr 2000 den Verdienstorden für das Vaterland

- Alexander-Newski-Orden (16. Juli 2015)
- Verdienstorden für das Vaterland: 2. Klasse (26. August 2020), 2. Klasse (14. Mai 2010), 4. Klasse (26. August 2000)
- Orden der Ehre (21. Oktober 2004)
- Orden der Freundschaft (6. Oktober 1997)
- Orden der Ehrenlegion (Frankreich, 8. September 2011)
- Orden des Sterns von Italien (2020)
- Verdienstorden der Republik Polen (Offizier mit Stern, 4. Oktober 2010)